# 37 Водолея
37 Водолея (лат. 37 Aquarii), HD 210422 — одиночная звезда в созвездии Водолея на расстоянии (вычисленном из значения параллакса) приблизительно 449 световых лет (около 138 парсеков) от Солнца. Видимая звёздная величина звезды — +6,634m.

## Характеристики
37 Водолея — оранжевый или жёлтый гигант спектрального класса K1(III) или G8III. Радиус — около 8,93 солнечных, светимость — около 55,9 солнечных. Эффективная температура — около 4759 К.